# Celine, Asia Tour
El viaje de Asia fue planeada para ser la gira de conciertos XI por la cantante canadiense Celine Dion. La gira fue organizada para apoyar el álbum en inglés Loved Me Back to Life , y fue programado para llevarse a cabo en octubre y noviembre de 2014. Fueron los primeros conciertos de Dion en Asia desde el Taking Chances World Tour en 2008. Mientras que Japón y Filipinas fueron las únicas paradas confirmadas de la gira, se ha puesto de manifiesto que el cantante fue planeada para ser la realización de las fechas en varios países de Asia por primera vez.

## Antecedentes
La gira fue anunciada oficialmente el sitio oficial de Dion el 29 de junio de 2014, con las fechas de la parte de la gira en Japón. Se planearon cuatro conciertos en Japón, incluyendo una en Nagoya y uno en Osaka, así como dos en Tokio. El 9 de agosto de 2014, se confirmaron dos fechas en Taipéi (Taiwán) entre el 27 de octubre de 2014 y 30 de octubre de 2014. de acuerdo con "Le journal de Montréal" Dion también haría shows en Shanghái y Macao (china), Manila (Filipinas) y Singapur, sin embargo, estas paradas no fueron confirmados oficialmente. El 22 de julio de 2014, se anunció que se iba a presentar en Manila, Filipinas, el 29 de noviembre de 2014. Además se encontraron dos días antes, se anunció por inquirer.net que Celine sería realizar una privada, sólo con invitación concierto en Solaire Resort & Casino ' s nuevo teatro de artes escénicas, el 28 de noviembre de 2014.

## El rendimiento comercial
Conciertos de Celine en Tokio y Osaka se agotaron inmediatamente después de los boletos salieron a la venta.

## Cancelación
El 13 de agosto de 2014, Celine ha anunciado que la gira ha sido cancelado debido a problemas de enfermedad y de la familia en curso.
De acuerdo con un comunicado emitido por la cantante:
"	"Quiero dedicar cada onza de mi fuerza y energía para la curación de mi marido, y para ello, es importante para mí para dedicar este tiempo a él ya nuestros hijos", dijo Dion en un comunicado.
"También quiero disculparme con todos mis fans de todo el mundo, para incomodar a ellos, y les agradezco mucho por su amor y apoyo." [ 8 ]
"
De acuerdo con su gestión actual, Celine no será reprogramar la mini-gira asiática debido a las recientes batallas del marido René Angelil con cáncer de garganta.

## Actos de apertura
En el anuncio oficial de la gira de Japón y Filipinas, se reveló que el imitador de Véronic DiCaire había sido invitado a unirse a Celine como el acto de apertura de estos espectáculos.

## Setlist
El setlist oficial aún no se había anunciado, aunque en un mensaje de video exclusivo para sus fanes japoneses, Dion prometió un nuevo espectáculo con canciones de su último álbum en inglés, Loved Me Back to Life , así como favoritos de los fanes del pasado.

## Fechas
| 27 de octubre de 2014   | Taipéi | Taiwán    | No se sabe...           |
| 30 de octubre de 2014   | Taipéi | Taiwán    | No se sabe...           |
| 11 de noviembre de 2014 | Nagoya | Japón     | Nagoya Dome             |
| 14 de noviembre de 2014 | Osaka  | Japón     | Domo De Osaka           |
| 18 de noviembre de 2014 | Tokio  | Japón     | Domo De Tokio           |
| 19 de noviembre de 2014 | Tokio  | Japón     | Domo De Tokio           |
| 28 de noviembre de 2014 | Manila | Filipinas | Solaire Resort & Casino |
| 29 de noviembre de 2014 | Manila | Filipinas | Mall of Asia Arena      |